# Hlídací pes

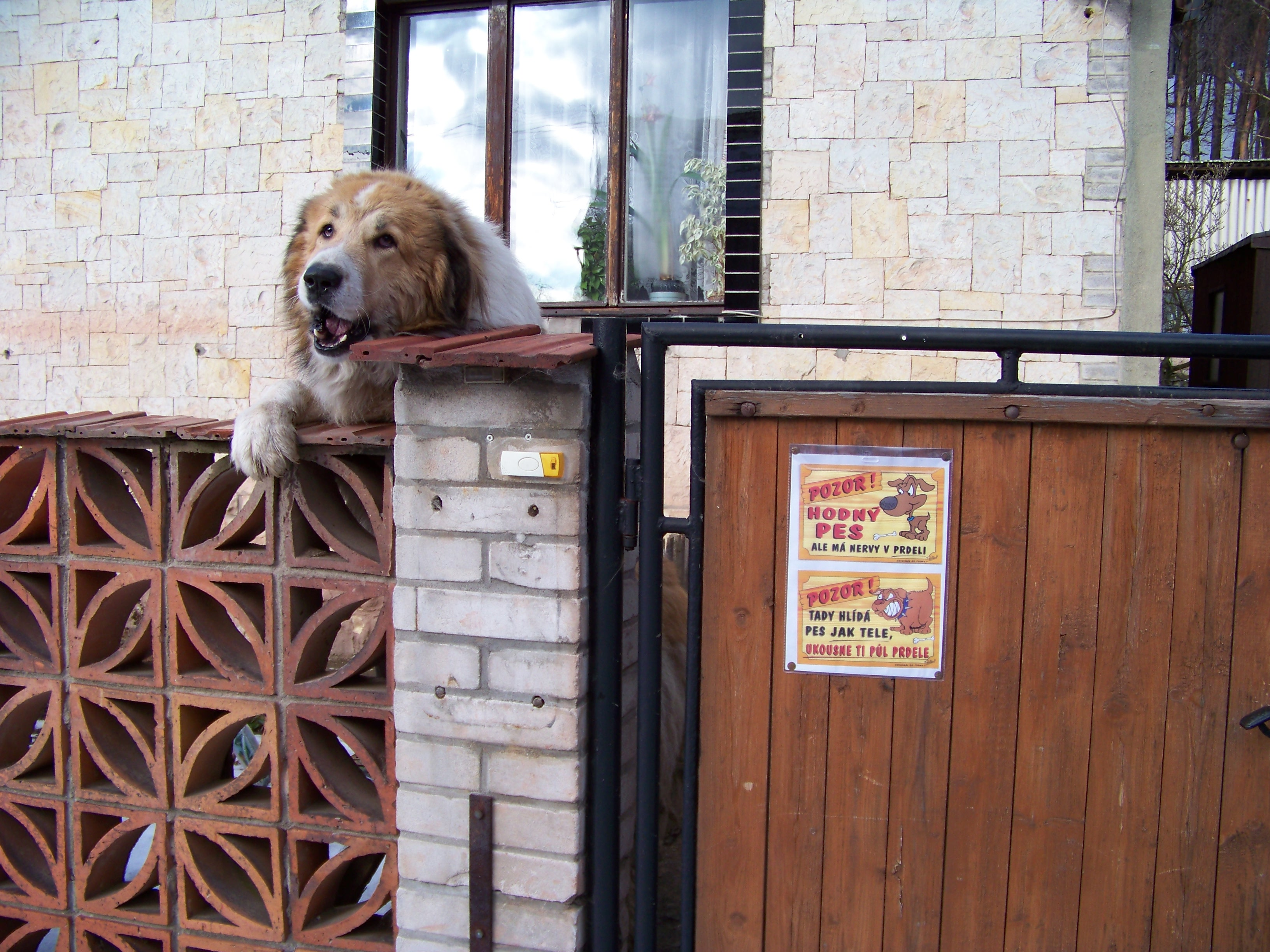
Hlídací pes, který střeží dům za plotem

Hlídací pes je pes domácí, který je určen ke hlídání. Jde o pracovního psa. Některé psí rasy byly speciálně vyšlechtěny ke hlídání.

## Úloha
Hlídací pes má za úkol samostatně střežit své teritorium (například dům či pozemek) nebo něco (například stádo zvířat), tedy bez přímého vlivu psovoda. Od hlídacího psa se očekává řada činností: pes střežící majetek může pouze oznamovat přítomnost nějaké osoby (štěkáním), odstrašit vetřelce nebo mu zabránit ve vstupu do domu či na pozemek. Pastevecký pes pomáhá při hlídání stád hospodářských zvířat, převážně ovcí. Ovčácký pes pak asistuje při manipulaci s nimi.

## Historie
Hlídací psi jsou používáni zhruba od 1000 let před naším letopočtem. Doga, která byla zobrazena na reliéfu z 2200 let př. n. l., byla první, kterou staří Babylóňané používali k tomuto účelu. Šlo zejména o velká a k boji vyšlechtěná plemena, které se rovněž používala k válečným účelům.

## Plemena
Ke střežení se používá mnoho psích ras a rovněž míšenců ve všech velikostech. Záleží na účelu a rozloze střeženého území.
Ve velkých areálech jako jsou průmyslové podniky a důležité objekty, které jsou ve stálém ohrožení se využívají velcí psi jako rotvajleři, dobrmani či ovčáci. Často se od nich očekává aktivní obrana majetku.
Pastevečtí psi hlídají a brání své stádo. Používají se švýcarští salašničtí psi či anatolští pastevečtí psi.